# Яснецкий, Иван Семёнович
Иван Семёнович Яснецкий (1808— 09.06.1882) — русский лексикограф, присяжный поверенный в Твери.

## Биография
Лексикограф. Вместе с А. Ананьевым и И. И. Лебединским составил: «Полный латинский словарь» (изд. П. М. Леонтьева , М., 1862) и «Сокращенный латинский словарь» (М., 1862). Оба словаря значимы объёмом цитат из латинских классиков. С 26.11.1866 г. принят в присяжные поверенные Советом присяжных поверенных округа Московской судебной палаты с местом работы в Твери.

## Труды
- Совместно: Полный латинский словарь составленный по современным латинским словарям Ананьевым, Яснецким и Лебединским. М.,1862.
- Совместно: Сокращённый латинский словарь Ананьева, Яснецкого и Лебединского. М.,1862.
- Тонический русский словарь, составленный Ив. Сем. Яснецким. Вып. I. Тверь,1881.
- Сокращённый латинский словарь Ананьева, Яснецкого и Лебединского. М.,1883.